# Museo de Bellas Artes de Murcia
El Museo de Bellas Artes de Murcia (MUBAM) es una institución museística de la ciudad de Murcia, (Región de Murcia, España), cuyo origen se sitúa en 1864, cuando se creó el Museo Provincial por instancia de la Comisión Provincial de Monumentos. En 1953 fue trasladada la sección de arqueología al actual Museo Arqueológico de Murcia, dando lugar al Museo de Bellas Artes hoy existente, al quedar en esta institución las colecciones pictóricas y escultóricas. 

## Historia

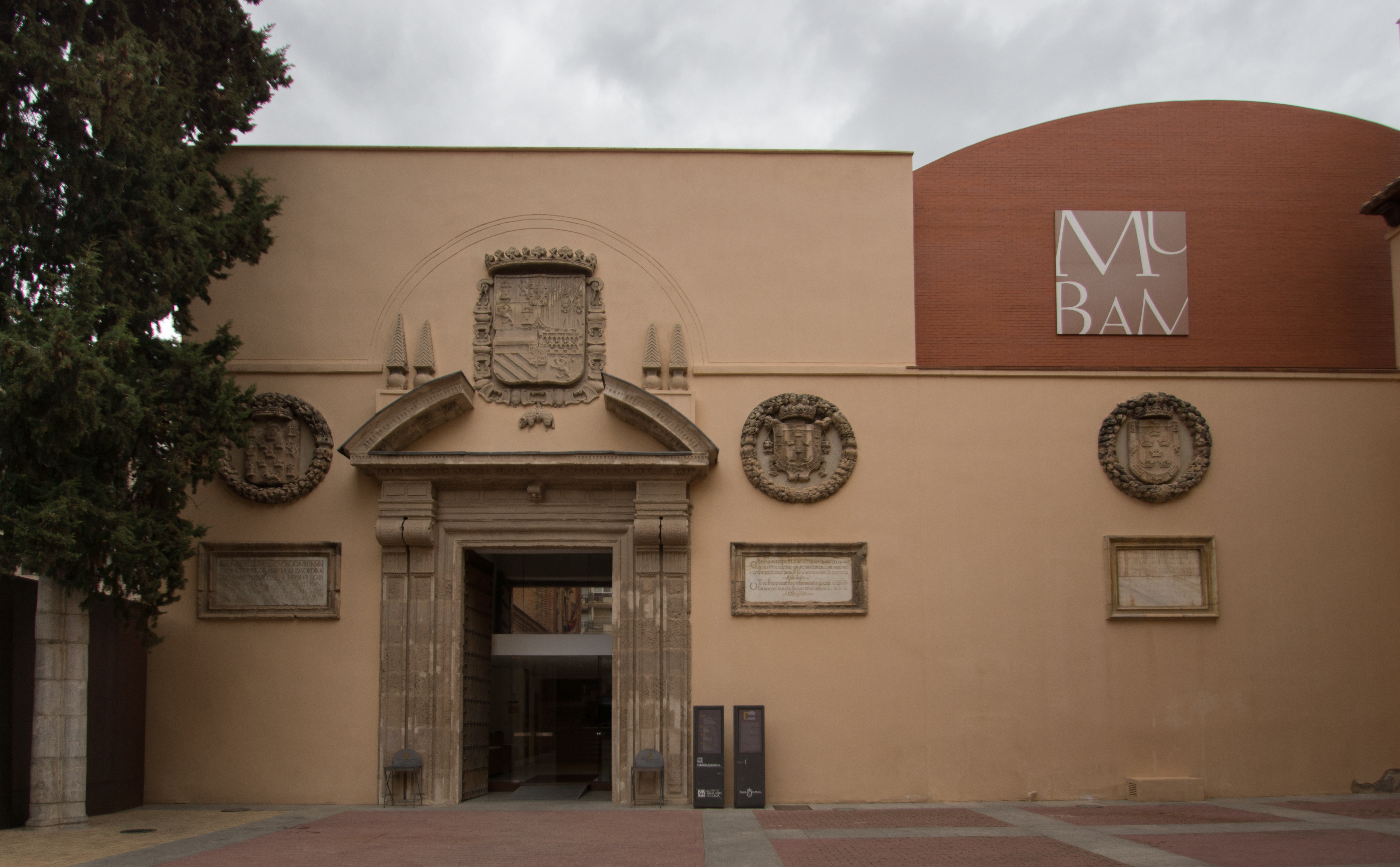
Entrada al Pabellón Contraste del Museo, con las portadas del antiguo edificio del Contraste de la Seda.

En un primer momento, el Museo Provincial creado en 1864 estuvo situado en el salón de Levante del Teatro de los Infantes (actual Teatro Romea) pero, a causa de las necesidades de ampliación y mejora de las instalaciones, las colecciones acabaron trasladándose al salón principal del desaparecido palacio del Contraste de la Seda, ubicado en la plaza de Santa Catalina. Espacio que pronto resultó insuficiente. A finales del siglo XIX se hizo patente la necesidad de dotar a la institución de un edificio propio. 
De este modo, entre 1903 y 1905, el arquitecto Pedro Cerdán inició la construcción del museo actual en el solar del antiguo Convento de la Trinidad, exclaustrado a consecuencia de la desamortización de Mendizábal, del que el autor reutilizó algunos elementos arquitectónicos (como las columnas de mármol blanco del antiguo claustro o la escalera de madera del convento). Éste se inauguró en 1910, incorporándose años más tarde las dos grandes fachadas barrocas del palacio del Contraste de la Seda (su antigua sede), tras su demolición en la década de 1930.
En 1953, tras el traslado de las colecciones arqueológicas a la llamada Casa de la Cultura (actual Museo Arqueológico de Murcia), el Museo Provincial pasó a ser el Museo de Bellas Artes de Murcia. 
En la década de los años 70, el edificio se amplió y reformó, gracias al proyecto de Pedro Sanmartín Moro, dotándolo de renovados planteamientos museográficos.
Tras la última remodelación, llevada a cabo entre los años 2000 y 2005, el hoy llamado MUBAM cuenta con una infraestructura y acondicionamiento técnico afín a la museografía del siglo XXI, contando con dos pabellones, el edificio histórico llamado Pabellón Cerdán (donde se encuentran las colecciones), y el Pabellón Contraste (donde se localizan las oficinas, salón de actos y sala de exposiciones temporales).

## Colecciones del museo

### Planta primera
La planta primera alberga las colecciones renacentistas (siglo XVI), con pinturas de Hernando de los Llanos, Juan de Vitoria y otros anónimos de temática religiosa. También se exponen diversos autores barrocos murcianos (siglo XVII), como Pedro de Orrente, Nicolás de Villacis, Mateo Gilarte, José Mateos Ferrer y Senén Vila. Esta planta también alberga la escultura de San Francisco de Borja de Nicolás de Bussy.

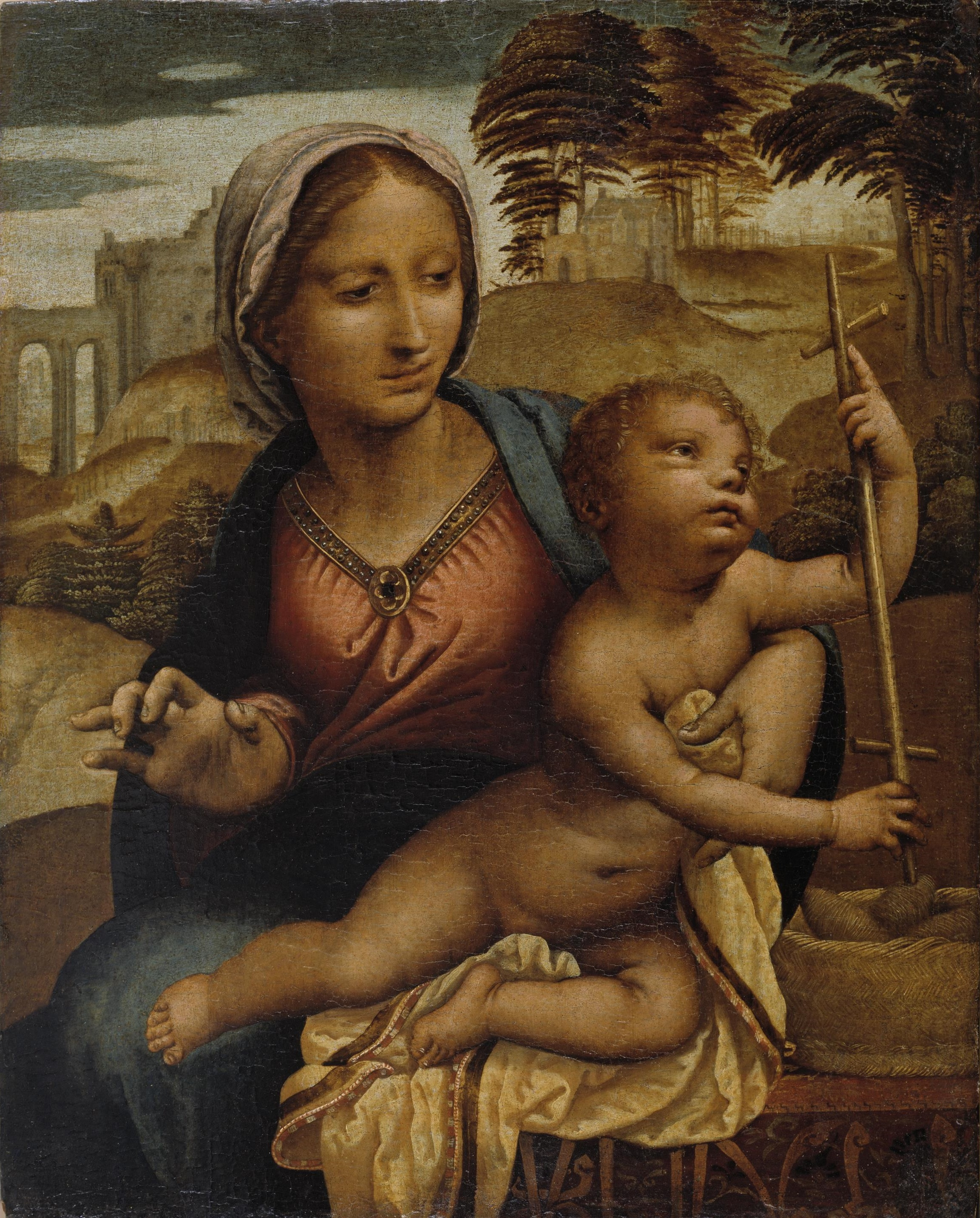
La Virgen del huso, de Fernando de Llanos
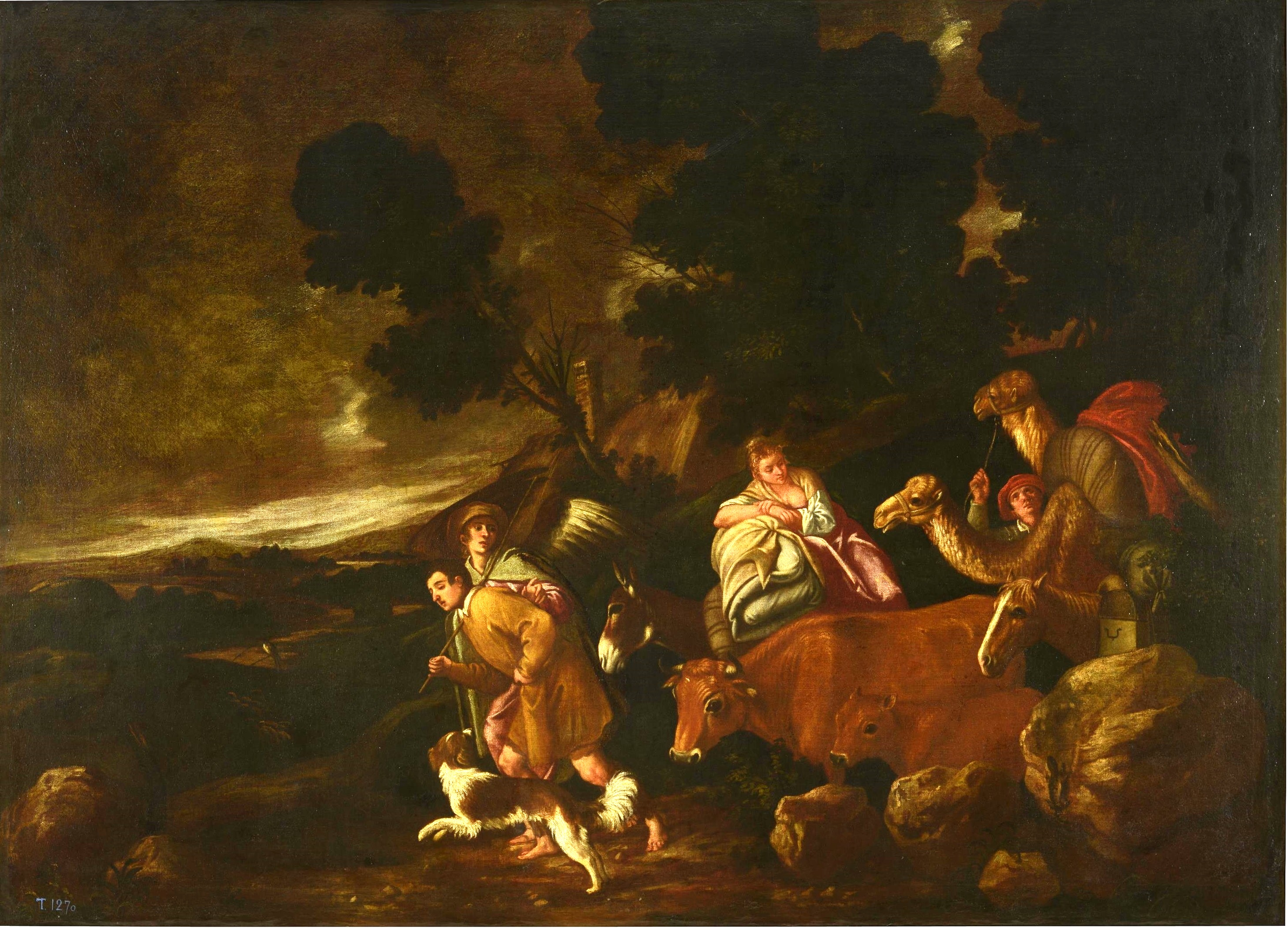
Viaje de Tobías y Sara, de Pedro Orrente
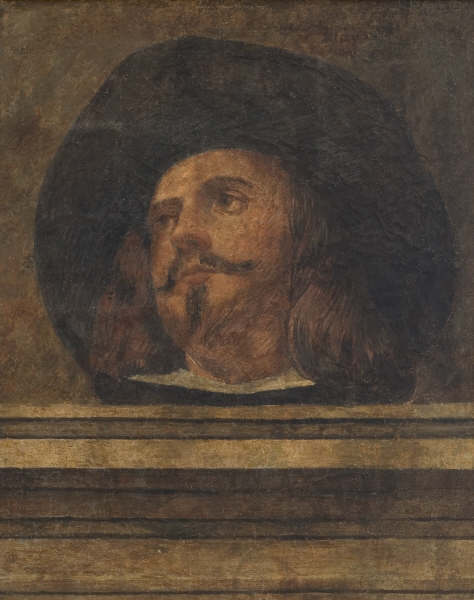
Frescos de Nicolás de Villacis

### Planta segunda
En la segunda planta se exhiben las obras de pintores españoles e italianos del siglo XVII, con cuadros de Zurbarán, Ribera, Murillo, Valdés Leal y Bartolomeo Cavarozzi. También se localiza aquí la colección de pintores murcianos del siglo XVIII, como Juan Ruiz Melgarejo, Lorenzo Vila, Ginés Andrés de Aguirre y Joaquín Campos.
En esta planta se encuentra el denominado Gabinete, con planos de la Huerta de Murcia, cerámica dieciochesca, antiguos utensilios utilizados en la época y grabados de Piranesi. De la misma forma que también se exponen retratos de los reyes Felipe V, Carlos III y de sus respectivas esposas así como obras de la escuela salzillesca.

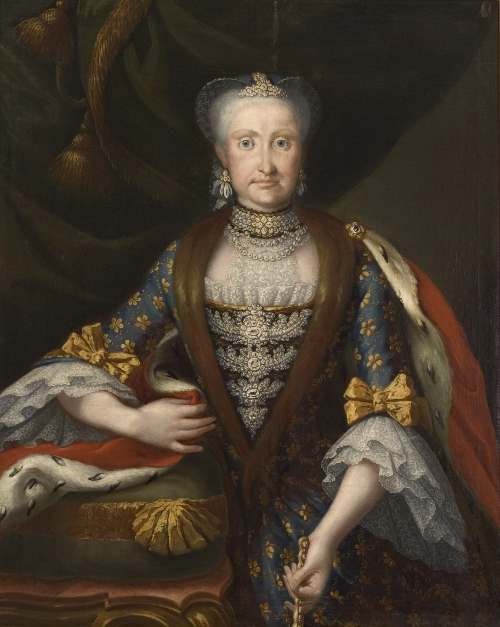
Retrato de María Amalia de Sajonia, de Joaquín Inza
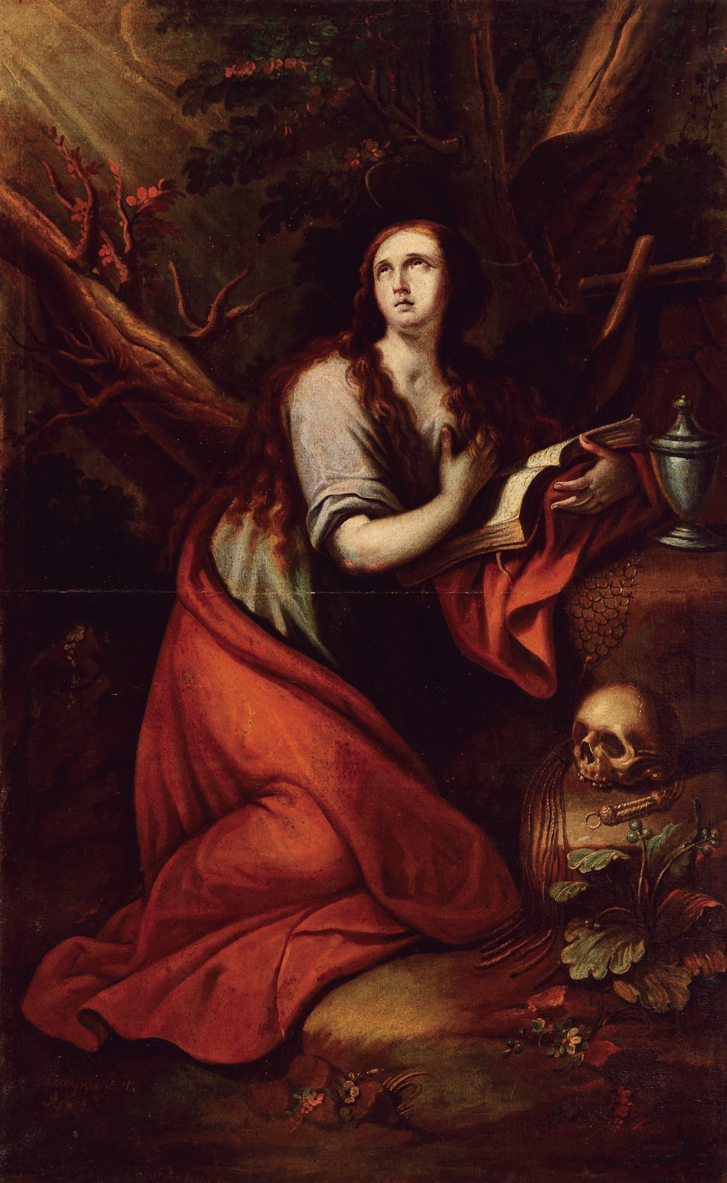
Magdalena penitente, de Joaquín Campos

### Planta tercera
En la tercera planta encontraremos obras del siglo XIX, desde los románticos Rafael Tegeo, Hernández Amores, Martínez Pozo, Obdulio Miralles, etc, a obras de temática costumbrista o regionalista de Gil Montejano, José María Sobejano López e Inocencio Medina Vera. La temática animalística está representada a través de las obras de Alejandro Séiquer, y la floral por Pedro Sánchez Picazo. También se exponen los bocetos para el techo del Teatro Romea.
De entre los autores nacionales, esta planta dispone de cuadros de Esquivel, Madrazo, Eduardo Rosales, Carlos de Haes, Muñoz Degrain, Sorolla y Romero de Torres entre otros.

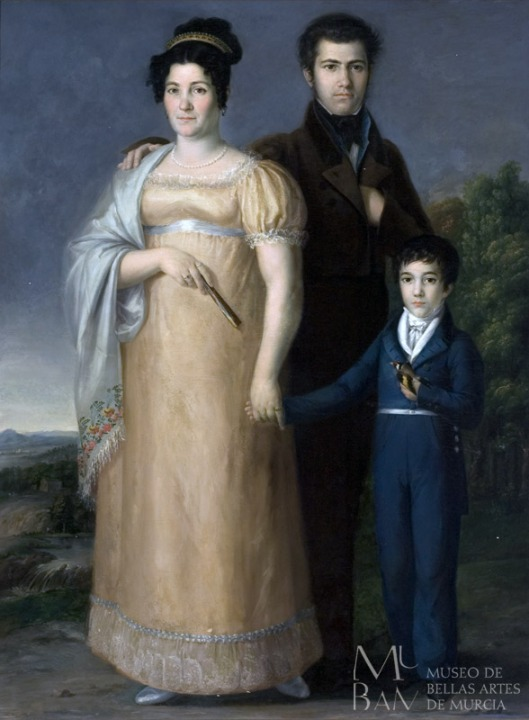
Retrato de la familia Benítez Bragaña, de Rafael Tegeo
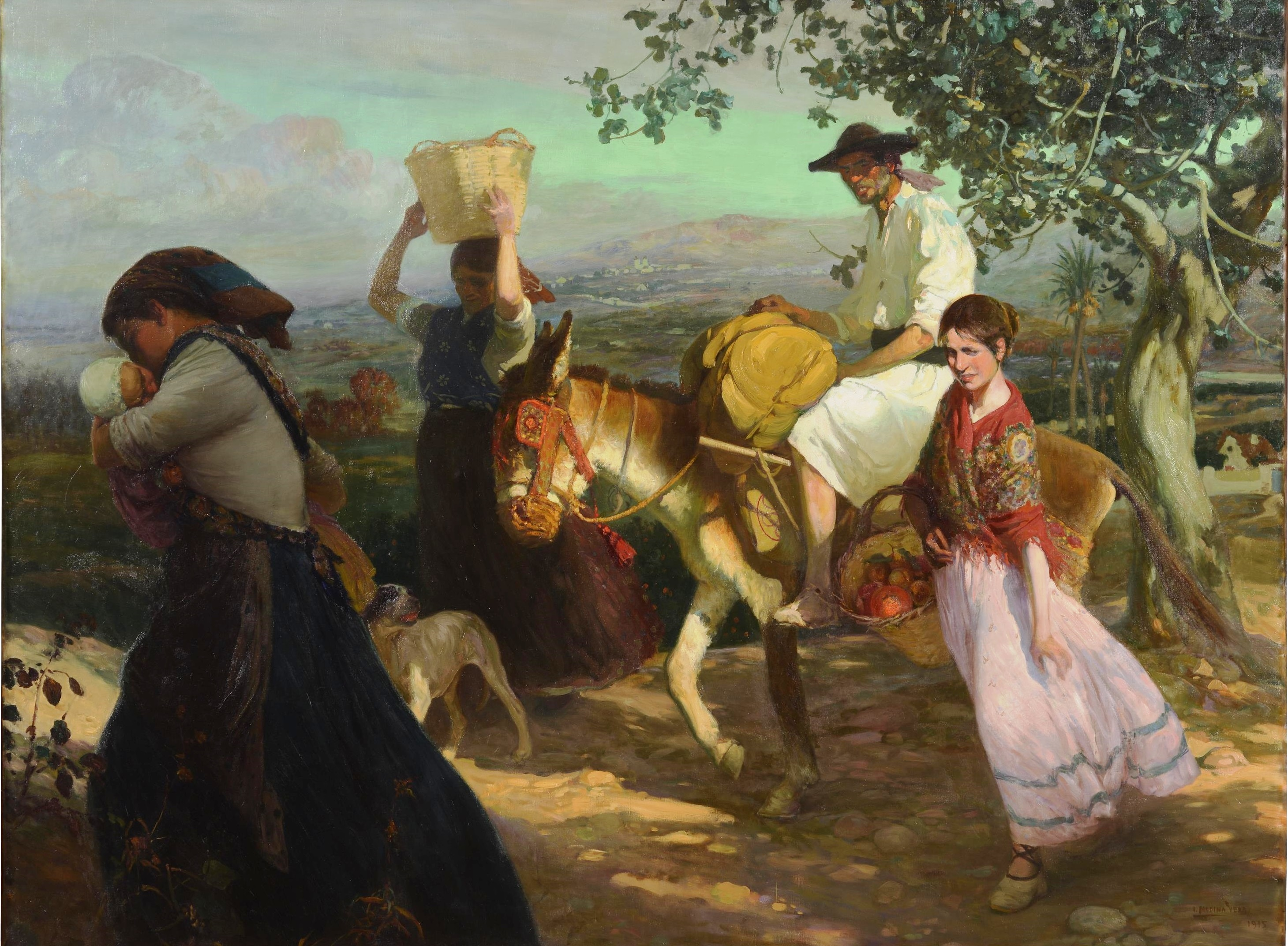
Un día más, de Inocencio Medina Vera
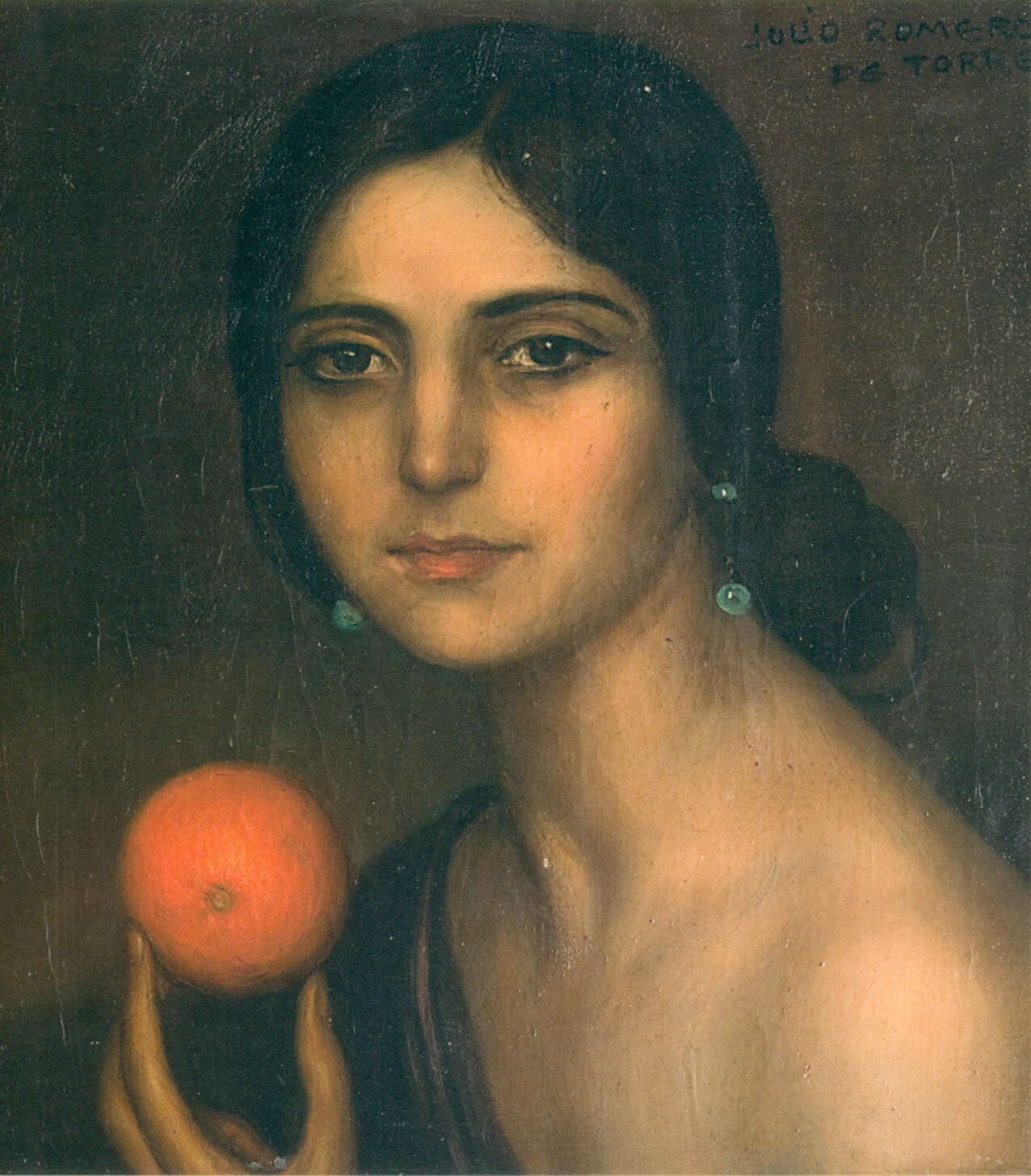
Gitana de la naranja, de Julio Romero de Torres